# Léon Say

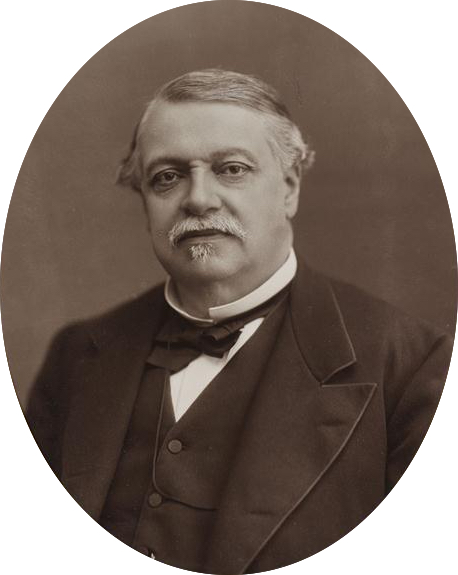
Léon Say.

Jean Baptiste Léon Say, född den 6 juni 1826 i Paris, död där den 21 april 1896, var en fransk statsman. Han var son till Horace Émile Say.
Say ärvde från sin far och farfar intresse för ekonomiska frågor och uppträdde redan vid unga år som författare på detta område (Histoire de la caisse d'escompte, 1848). Som regelbunden medarbetare i Journal des débats väckte han särskilt uppseende genom sin kritik av Seine-prefekten Haussmanns ekonomiska förvaltning. Övertygad anhängare av de engelska frihandelsidéerna, översatte han till franska Goschens Theory of foreign exchanges. Han verkade också för den kooperativa rörelsens utbredning i Frankrike. Medlem av nationalförsamlingen 1871, ådrog han sig Thiers uppmärksamhet och utnämndes av denne samma år till Seine-prefekt och 1872 till finansminister. Sedan han jämte Thiers störtats 1873, blev han ledare för "vänstra centern". Mac Mahon kallade honom åter till finansminister 1875, och han behöll, trots alla ministerkriser, denna post ända till 1879. Det var till stor del hans förtjänst, att den stora krigsskadeersättningen till Tyskland kunde betalas långt före den utsatta tiden. Han understödde Freycinets stora plan till statens övertagande av allmänna arbeten och verkade för lindring av de restriktioner, som hämmade den inre samfärdseln. År 1882 blev han åter för en kort tid finansminister. Som medlem av senaten och (från 1889) deputeradekammaren bekämpade han energiskt, men förgäves, protektionismen och tog också bestämt parti mot socialismen. Även utanför riksförsamlingen verkade han i tal och skrift i samma riktning; han stiftade bland annat en ligue contre le renchérissement du pain. Say blev 1886 medlem av Franska akademien. Han utgav Dictionnaire des finances (1883–1894) och Nouveau dictionnaire d'économie politique (1889–1892). Ett urval av hans tal och skrifter utkom efter hans död under titeln Les finances de la France sous la troisième république (4 band, 1898–1901).